# Мониз, Эрнест
Эрнест Джеффри Мониз (англ. Ernest Jeffrey Moniz, род. 22 декабря 1944, Фолл-Ривер, Массачусетс) — американский физик-ядерщик, министр энергетики США (2013—2017). Член Американского философского общества (2020).

## Биография
В 1973 году Монис поступил на физический факультет в Массачусетский технологический институт (МТИ) и работал там в качестве начальника отдела физики.
С 1991 по 1995 годы работал в качестве директора MIT/Bates центра линейных ускорителей. Он также исполнял должность сопредседателя исследовательского совета МТИ.
С 1995 по 1997 годы работал в администрации президента Билла Клинтона, занимая должность заместителя директора по науке в Управлении науки и технической политики канцелярии Президента США.
С 1997 по 2001 годы Мониз работал в Министерстве энергетики США, в качестве заместителя министра энергетики.
Он также является одним из членов-учредителей Кипрский институт, в котором он и другие учёные взялись за координацию, исследования и планирование проекта.
В 2013 году он получил звание почетного доктора от Университет Папский Комильяс-де-Мадрид в знак признания его научных исследований по вопросам политики и энергетических технологий.
С 21 мая 2013 года был утверждён в должности министра энергетики США.
Весной 2015 года сыграл важную роль принимая участие в переговорах по ядерной программе Ирана, в частности встречаясь с министром иностранных дел и вице-президентом по атомной энергетике Ирана Али Акбар Салехи. 2 апреля 2015 года было объявлено, что Иран и «шестёрка» международных посредников (Россия, США, Китай, Германия, Франция и Великобритания) пришли к согласию относительно ключевых пунктов соглашения по иранской ядерной программе. В связи с достижением договоренностей, с Ирана будут сняты все экономическим и финансовые санкции, имеющие отношение к ядерной проблеме.
Отмечен Joseph A. Burton Forum Award Американского физического общества (2016).